# Sechs von einer Sorte
Sechs von einer Sorte (Originaltitel Six of a Kind) ist eine US-amerikanische Filmkomödie aus dem Jahr 1934 von Leo McCarey. In den Hauptrollen des Films agieren Charles Ruggles, Mary Boland, W. C. Fields, George Burns, Gracie Allen und Alison Skipworth. Der Film, dessen Handlung auf einer Geschichte von Keene Thompson und Douglas MacLean basiert, wurde von Paramount Pictures produziert und zählt zu den Pre-Code-Filmen.

## Handlung
J. Pinkham Whinney und seine Frau Flora wollen eine Urlaubsfahrt quer durchs Land machen. Der Bankangestellte weiß nicht, dass sein Kollege Ferguson 50.000 Dollar (weit über eine Million Dollar in heutiger Rechnung) veruntreut und das Geld in Whinneys Koffer versteckt hat.
Flora hat eine Annonce aufgegeben für eine Mitfahrgelegenheit, um Kosten zu sparen. Das Pärchen George Edwards und Gracie Devore meldet sich auf die Anzeige, zu viert geht die Fahrt los. George und Gracie bringen den Routenplan der Whinneys dermaßen durcheinander, dass Ferguson sie aus den Augen verliert. Nachdem die Gruppe in Nuggetsville in Nevada ausgeraubt wurde, lässt sich Whinney per Telegramm von seiner Bank Geld nach Nuggetsville anweisen. Ferguson macht sich derweil zusammen mit einigen Detektiven der Bank auf den Weg nach Nevada.
Sheriff Hoxley nimmt Whinney fest, nachdem Ferguson dafür gesorgt hat, dass man seinen Kollegen verdächtigt, dem er die Tat in die Schuhe schieben will. Das Geld lässt sich jedoch nicht finden. Mrs. Rumford, Eigentümerin des Hotels, in dem die Whinneys abgestiegen sind, hat es in dem Koffer gefunden und damit die Stadt verlassen. Allerdings bringt sie es zur Polizei. Indizien weisen auf Ferguson als Betrüger hin. Während George und Gracie eine andere Mitfahrgelegenheit nach Kalifornien finden, können die Whinneys ihre Reise nun in Ruhe fortsetzen.

## Produktion

### Dreharbeiten
Gedreht wurde der Film ab dem 20. November 1933 in den Paramount-Studios in Los Angeles und auf der Paramount-Ranch in Agoura Hills.

### Stab und Besetzung
In kleinen nicht im Abspann erwähnten Nebenrollen traten Irving Bacon als Portier, Harry Bernard als Mann mit Sonnenblende James Burke als Detective, Kathleen Burke als Passantin, Walter Long als Störer und Sam Lufkin als Hotelangestellter auf.
Die Angabe über die Filmlänge bewegt sich  zwischen 60 und 70 Minuten. Grace Bradleys Figur wird in einigen zeitgenössischen Kritiken  mit Trixie angegeben. Der Nachname von George Burns Figur lautet im Film Edwards, wird im Abspann aber mit Edward aufgeführt.

### Veröffentlichung
Die Premiere des Films fand am 9. Februar 1934 in den USA statt. Dort ist er auch unter dem Arbeitstitel Republicans and Sinners bekannt. Im selben Jahr wurde er auch in Japan, Australien und Schweden veröffentlicht, im Jahr darauf in Portugal. Des Weiteren wurde er auch in Belgien, Brasilien, Finnland, Frankreich, Italien, Spanien und im Vereinigten Königreich veröffentlicht.  
In der Bundesrepublik Deutschland lief der Film nicht im Kino, sondern wurde erstmals am 24. August 1974 im deutschen Fernsehen ausgestrahlt. 

## Kritiken
Mordaunt Hall befasste sich mit dem Film in der New York Times und schrieb, der aktuelle Film von Paramount sei eine fröhliche, verrückte Angelegenheit. Schon ihr Hund, den das Paar auf seine zweite Hochzeitsreise mitnehmen müsse und größer als eine Deutsche Dogge sei, trage zum Vergnügen des Publikums bei, aber auch W. C. Fields, der als Sheriff auftrete, erheitere die Menschen. Sehenswert seien auch die Szenen an einem Canyon, wo ein Baum zur Rettung von Mensch und Tier beitrage.
Das Lexikon des internationalen Films schrieb: „Turbulente Hollywoodkomödie, mit guter Kameraarbeit und zündenden Ideen und einem famosen W.C.Fields. Der Film verrät das Geschick seines Regisseurs, der seinen Darstellern Raum für Improvisation einräumt, ohne die erzählerische Linie zu verlieren.“
Die Filmzeitschrift Cinema befand das Werk als „etwas zäh.“
Die Redaktion der Variety beschrieb den Film teils als sehr lustig und teils als antiquiert und altmodisch.
Dennis Schwartz meinte, angesichts der exzellenten Prämisse und des Talents der an diesem Film Beteiligten, sei zwar eine adäquate, aber dennoch enttäuschende Farce entstanden. W. C. Fields stehle den eigentlichen Hauptdarstellern die Show. Gracie Allen mit ihrer Chatterbox-Geübtheit sei nie lustig und eher ermüdend in ihrer Routine und den in seiner Rolle aufdringlichen Burns empfinde man eher als peinigend, denn lustig, Allen und er seien nahe daran, den Film fast zu ruinieren.